# Copa CEV de Voleibol Feminino de 2018–19
O Copa CEV de Voleibol Feminino de 2018-19 foi a quadragésima sétima edição da segunda maior competição de clubes de voleibol feminino da Europa, organizada pela CEV com duração de 6 de novembro de 2018 a 26 de março de 2019 e contanto com 27 participantes, que se divide em duas fases: fase principal e fase final.
O time italiano Unet E-Work Busto Arsizio conquista seu terceiro título na competição ao derrotar na final o clube romeno CSM Volei Alba Blaj, e a jogadora belga Britt Herbots foi eleita a melhor jogadora da competição.

## Formato de disputa
A fase principal acontece com jogos eliminatórios, de ida e volta, com 22 clubes nesta fase disputam a pré-oitavas de final, as 11 melhores equipes classificam para a as oitavas de final, de forma análoga a quartas de final, todas com jogos de ida e volta, o mesmo ocorrendo na fase final (semifinais e final), definindo o campeão e o vice-campeão.
A classificação é determinada pelo número de partidas ganhas. Em caso de empate no número de partidas ganhas por duas ou mais equipes, sua classificação é baseada nos seguintes critérios:
- resultado de pontos (placar de 3-0 ou 3-1 garantiu três pontos para a equipe vencedora e nenhum para a equipe derrotada; já o placar de 3-2 garantiu dois pontos para a equipe vencedora e um para a perdedora);
- quociente de set (o número total de sets ganhos dividido pelo número total de sets perdidos);
- quociente de pontos (o número total de pontos marcados dividido pelo número total de pontos perdidos);
- resultados de confrontos diretos entre as equipes em questão.

## Equipes participantes
O sorteio dos confrontos dos 27 times participantes foi divulgado em 29 de junho de 2018 na cidade de Luxemburgo (cidade)
| Rank | País                 | Número de equipes | Equipes                                                   |
| ---- | -------------------- | ----------------- | --------------------------------------------------------- |
| 1    | Turquia              | 1                 | Galatasaray Daikin Istanbul                               |
| 2    | Itália               | 1                 | Unet E-Work Busto Arsizio                                 |
| 3    | Rússia               | 1                 | Yenisey Krasnoyarsk                                       |
| 6    | França               | 2                 | ASPTT Mulhouse Volley-Ball, Saint-Raphaël Var Volley-Ball |
| 7    | Suíça                | 2                 | TS Volley Düdingen, Sm'Aesch Pfeffingen                   |
| 8    | Roménia              | 3                 | CSM Volei Alba Blaj, CSM Târgoviște, CS Știința Bacău     |
| 9    | Alemanha             | 1                 | Dresdner SC                                               |
| 10   | Sérvia               | 1                 | Železničar Lajkovac                                       |
| 11   | Chéquia              | 3                 | UP Olomouc, VK Prostejov, TJ Ostrava                      |
| 12   | Eslovênia            | 1                 | Nova KBM Branik Maribor                                   |
| 14   | Bulgária             | 1                 | Levski Sófia                                              |
| 15   | Finlândia            | 1                 | LP Salo                                                   |
| 16   | Hungria              | 2                 | Fatum-Nyíregyháza, Békéscsabai RSE                        |
| 17   | Bósnia e Herzegovina | 1                 | ŽOK Bimal-Jedinstvo Brčko                                 |
| 17   | Países Baixos        | 1                 | Sliedrecht Sport                                          |
| 20   | Bélgica              | 2                 | VC Oudegem, Asterix Avo Beveren                           |
| 20   | Ucrânia              | 1                 | VC Khimik Yuzhny                                          |
| 25   | Áustria              | 1                 | UVC Holding Graz                                          |
| 25   | Noruega              | 1                 | Førde VBK                                                 |

## Fase principal

### Pré-oitavas de final
| Equipe 1                  | Total      | Equipe 2                      | 1.º jogo | 2.º jogo |
| ------------------------- | ---------- | ----------------------------- | -------- | -------- |
| Levski Sófia              | 0–6        | VK Prostejov                  | 0–3      | 0–3      |
| Nova KBM Branik Maribor   | 0–6        | Yenisey Krasnoyarsk           | 0–3      | 0–3      |
| CSM Târgoviște            | 0–6        | Galatasaray Daikin Istanbul   | 0–3      | 0–3      |
| Železničar Lajkovac       | 1–5        | CS Știința Bacău              | 2–3      | 0–3      |
| LP Salo                   | 0–6        | Asterix Avo Beveren           | 1–3      | 0–3      |
| VC Oudegem                | 3–3        | Sm'Aesch Pfeffingen           | 3–1      | 0–3      |
| VC Oudegem                | Golden set | Sm'Aesch Pfeffingen           | 9        | 15       |
| VC Khimik Yuzhny          | 3–3        | Békéscsabai RSE               | 3–1      | 0–3      |
| VC Khimik Yuzhny          | Golden set | Békéscsabai RSE               | 9        | 15       |
| Førde VBK                 | 2–4        | Saint-Raphaël Var Volley-Ball | 3–2      | 0–3      |
| Unet E-Work Busto Arsizio | 5–1        | Dresdner SC                   | 3–2      | 3–0      |
| TJ Ostrava                | 2–4        | UVC Holding Graz              | 3–2      | 1–3      |
| TS Volley Düdingen        | 0–6        | Fatum-Nyíregyháza             | 1–3      | 0–3      |

Jogos de ida
| Data      | Hora  |                           | Placar |                               | Set 1 | Set 2 | Set 3 | Set 4 | Set 5 | Total   | Relatório |
| --------- | ----- | ------------------------- | ------ | ----------------------------- | ----- | ----- | ----- | ----- | ----- | ------- | --------- |
| 29 de nov | 17:00 | Levski Sófia              | 0–3    | VK Prostejov                  | 18–25 | 18–25 | 16–25 |       |       | 52–75   | Relatório |
| 28 de nov | 18:00 | Nova KBM Branik Maribor   | 0–3    | Yenisey Krasnoyarsk           | 20–25 | 23–25 | 22–25 |       |       | 65–75   | Relatório |
| 27 de nov | 18:00 | CSM Târgoviște            | 0–3    | Galatasaray Daikin Istanbul   | 23–25 | 21–25 | 24–26 |       |       | 68–76   | Relatório |
| 28 de nov | 19:00 | Železničar Lajkovac       | 2–3    | CS Știința Bacău              | 25–15 | 22–25 | 21–25 | 25–13 | 10–15 | 103–93  | Relatório |
| 29 de nov | 19:00 | LP Salo                   | 1–3    | Asterix Avo Beveren           | 25–23 | 21–25 | 17–25 | 22–25 |       | 85–98   | Relatório |
| 28 de nov | 20:30 | VC Oudegem                | 3–1    | Sm'Aesch Pfeffingen           | 25–20 | 25–17 | 25–27 | 25–15 |       | 100–79  | Relatório |
| 27 de nov | 18:00 | VC Khimik Yuzhny          | 3–1    | Békéscsabai RSE               | 28–26 | 20–25 | 25–15 | 25–23 |       | 98–89   | Relatório |
| 28 de nov | 20:00 | Førde VBK                 | 3–2    | Saint-Raphaël Var Volley-Ball | 23–25 | 15–25 | 25–7  | 25–0  | 25–0  | 113–57  | Relatório |
| 28 de nov | 20:30 | Unet E-Work Busto Arsizio | 3–2    | Dresdner SC                   | 25–21 | 24–26 | 25–22 | 23–25 | 15–10 | 112–104 | Relatório |
| 28 de nov | 18:00 | TJ Ostrava                | 3–2    | UVC Holding Graz              | 28–26 | 16–25 | 18–25 | 25–15 | 15–9  | 102–100 | Relatório |
| 28 de nov | 20:00 | TS Volley Düdingen        | 1–3    | Fatum-Nyíregyháza             | 27–29 | 25–14 | 19–25 | 22–25 |       | 93–93   | Relatório |

Jogos de volta
| Data     | Hora       |                               | Placar |                           | Set 1 | Set 2 | Set 3 | Set 4 | Set 5 | Total | Relatório |
| -------- | ---------- | ----------------------------- | ------ | ------------------------- | ----- | ----- | ----- | ----- | ----- | ----- | --------- |
| 5 de dez | 17:00      | VK Prostejov                  | 3–0    | Levski Sófia              | 25–14 | 25–17 | 25–15 |       |       | 75–46 | Relatório |
| 5 de dez | 19:00      | Yenisey Krasnoyarsk           | 3–0    | Nova KBM Branik Maribor   | 26–24 | 25–19 | 25–13 |       |       | 76–56 | Relatório |
| 4 de dez | 19:00      | Galatasaray Daikin Istanbul   | 3–0    | CSM Târgoviște            | 25–22 | 25–19 | 25–16 |       |       | 75–57 | Relatório |
| 5 de dez | 17:00      | CS Știința Bacău              | 3–0    | Železničar Lajkovac]      | 25–19 | 25–21 | 25–16 |       |       | 75–56 | Relatório |
| 5 de dez | 20:30      | Asterix Avo Beveren           | 3–0    | LP Salo                   | 27–25 | 25–18 | 25–20 |       |       | 77–63 | Relatório |
| 5 de dez | 20:00      | Sm'Aesch Pfeffingen           | 3–0    | VC Oudegem                | 25–16 | 25–14 | 25–21 |       |       | 75–51 | Relatório |
| ->       | Golden set | Sm'Aesch Pfeffingen           | 1–0    | VC Oudegem                | 15–9  |       |       |       |       | 15–9  | Relatório |
| 5 de dez | 18:00      | Békéscsabai RSE               | 3–0    | VC Khimik Yuzhny          | 30–28 | 25–15 | 25–16 |       |       | 80–59 | Relatório |
| ->       | Golden set | Békéscsabai RSE               | 1–0    | VC Khimik Yuzhny          | 15–9  |       |       |       |       | 15–9  | Relatório |
| 5 de dez | 20:00      | Saint-Raphaël Var Volley-Ball | 3–0    | Førde VBK                 | 25–20 | 25–18 | 25–12 |       |       | 75–50 | Relatório |
| 5 de dez | 19:00      | Dresdner SC                   | 0–3    | Unet E-Work Busto Arsizio | 24–26 | 17–25 | 20–25 |       |       | 61–76 | Relatório |
| 6 de dez | 19:00      | UVC Holding Graz              | 3–1    | TJ Ostrava                | 25–23 | 20–25 | 25–17 | 25–23 |       | 95–88 | Relatório |
| 5 de dez | 19:00      | Fatum-Nyíregyháza             | 3–0    | TS Volley Düdingen        | 25–18 | 25–17 | 25–14 |       |       | 75–49 | Relatório |

### Oitavas de final
| Equipe 1                   | Total | Equipe 2                      | 1.º jogo | 2.º jogo |
| -------------------------- | ----- | ----------------------------- | -------- | -------- |
| CSM Volei Alba Blaj        | 6–0   | VK Prostejov                  | 3–0      | 3–0      |
| Yenisey Krasnoyarsk        | 2–4   | Galatasaray Daikin Istanbul   | 3–2      | 1–3      |
| CS Știința Bacău           | 5–1   | Sliedrecht Sport              | 3–2      | 3–0      |
| Asterix Avo Beveren        | 0–6   | UP Olomouc                    | 1–3      | 1–3      |
| Sm'Aesch Pfeffingen        | 1–5   | Békéscsabai RSE               | 2–3      | 1–3      |
| ŽOK Bimal-Jedinstvo Brčko  | 0–6   | Saint-Raphaël Var Volley-Ball | 1–3      | 0–3      |
| UVC Holding Graz           | 0–6   | Unet E-Work Busto Arsizio     | 0–3      | 1–3      |
| ASPTT Mulhouse Volley-Ball | 6–0   | Fatum-Nyíregyháza             | 3–1      | 3–0      |

Jogos de ida
| Data   | Hora  |                            | Placar |                               | Set 1 | Set 2 | Set 3 | Set 4 | Set 5 | Total   | Relatório |
| ------ | ----- | -------------------------- | ------ | ----------------------------- | ----- | ----- | ----- | ----- | ----- | ------- | --------- |
| 18 dez | 20:00 | ASPTT Mulhouse Volley-Ball | 3–1    | Fatum-Nyíregyháza             | 25–19 | 25–20 | 21–25 | 25–19 |       | 96–83   | Relatório |
| 18 dez | 19:00 | ŽOK Bimal-Jedinstvo Brčko  | 1–3    | Saint-Raphaël Var Volley-Ball | 25–21 | 14–25 | 17–25 | 12–25 |       | 68–96   | Relatório |
| 19 dez | 17:00 | CS Știința Bacău           | 3–2    | Sliedrecht Sport              | 25–21 | 17–25 | 25–14 | 17–25 | 16–14 | 100–99  | Relatório |
| 19 dez | 18:00 | CSM Volei Alba Blaj        | 3–0    | VK Prostejov                  | 25–16 | 25–12 | 25–16 |       |       | 75–44   | Relatório |
| 19 dez | 19:00 | Yenisey Krasnoyarsk        | 3–2    | Galatasaray Daikin Istanbul   | 20–25 | 25–22 | 19–25 | 25–23 | 15–11 | 104–106 | Relatório |
| 19 dez | 19:00 | UVC Holding Grazz          | 0–3    | Unet E-Work Busto Arsizio     | 11–25 | 21–25 | 14–25 |       |       | 46–75   | Relatório |
| 19 dez | 20:00 | Asterix Avo Beveren        | 1–3    | UP Olomouc                    | 26–28 | 25–16 | 17–25 | 15–25 |       | 83–94   | Relatório |
| 20 dez | 18:00 | Sm'Aesch Pfeffingen        | 2–3    | Békéscsabai RSE               | 14–25 | 25–19 | 25–22 | 21–25 | 9–15  | 94–106  | Relatório |

Jogos de volta
| Data   | Hora  |                               | Placar |                            | Set 1 | Set 2 | Set 3 | Set 4 | Set 5 | Total | Relatório |
| ------ | ----- | ----------------------------- | ------ | -------------------------- | ----- | ----- | ----- | ----- | ----- | ----- | --------- |
| 22 jan | 18:00 | VK Prostejov                  | 0–3    | CSM Volei Alba Blaj        | 25–27 | 19–25 | 18–25 |       |       | 62–77 | Relatório |
| 22 jan | 19:00 | Galatasaray Daikin Istanbul   | 3–1    | Yenisey Krasnoyarsk        | 25–18 | 24–26 | 25–15 | 25–15 |       | 99–74 | Relatório |
| 22 jan | 19:30 | Sliedrecht Sport              | 0–3    | CS Știința Bacău           | 20–25 | 21–25 | 22–25 |       |       | 63–75 | Relatório |
| 23 jan | 18:00 | Fatum-Nyíregyháza             | 0–3    | ASPTT Mulhouse Volley-Ball | 19–25 | 20–25 | 23–25 |       |       | 62–75 | Relatório |
| 23 jan | 20:00 | Saint-Raphaël Var Volley-Ball | 3–0    | ŽOK Bimal-Jedinstvo Brčko  | 27–25 | 25–23 | 25–18 |       |       | 77–66 | Relatório |
| 24 jan | 18:00 | Békéscsabai RSE               | 3–1    | Sm'Aesch Pfeffingen        | 25–18 | 15–25 | 25–17 | 25–17 |       | 90–77 | Relatório |
| 24 jan | 19:00 | UP Olomouc                    | 3–1    | Asterix Avo Beveren        | 25–21 | 17–25 | 23–15 | 25–15 |       | 90–76 | Relatório |
| 24 jan | 20:30 | Unet E-Work Busto Arsizio     | 3–1    | UVC Holding Grazz          | 25–15 | 25–12 | 23–25 | 25–22 |       | 98–74 | Relatório |

### Quartas de final
| Equipe 1                  | Total      | Equipe 2                      | 1.º jogo | 2.º jogo |
| ------------------------- | ---------- | ----------------------------- | -------- | -------- |
| CSM Volei Alba Blaj       | 3–3        | Galatasaray Daikin Istanbul   | 3—0      | 0—3      |
| CSM Volei Alba Blaj       | Golden set | Galatasaray Daikin Istanbul   | 15       | 5        |
| CS Știința Bacău          | 4–2        | UP Olomouc                    | 3–2      | 3–2      |
| Békéscsabai RSE           | 5–1        | Saint-Raphaël Var Volley-Ball | 3–2      | 3–0      |
| Unet E-Work Busto Arsizio | 5–1        | ASPTT Mulhouse Volley-Ball    | 3–0      | 3–2      |

Jogos de ida
| Data  | Hora  |                             | Placar |                               | Set 1 | Set 2 | Set 3 | Set 4 | Set 5 | Total   | Relatório |
| ----- | ----- | --------------------------- | ------ | ----------------------------- | ----- | ----- | ----- | ----- | ----- | ------- | --------- |
| 6 fev | 19:00 | Galatasaray Daikin Istanbul | 3–0    | CSM Volei Alba Blaj           | 25–23 | 25–20 | 25–17 |       |       | 75–60   | Relatório |
| 5 fev | 17:00 | CS Știința Bacău            | 3–2    | UP Olomouc                    | 25–19 | 20–25 | 25–21 | 24–26 | 15–8  | 109–99  | Relatório |
| 7 fev | 17:45 | Békéscsabai RSE             | 3–2    | Saint-Raphaël Var Volley-Ball | 25–23 | 18–25 | 24–26 | 26–24 | 15–10 | 108–108 | Relatório |
| 6 fev | 20:30 | Unet E-Work Busto Arsizio   | 3–0    | ASPTT Mulhouse Volley-Ball    | 25–22 | 25–23 | 25–17 |       |       | 75–62   | Relatório |

Jogos de volta
| Data   | Hora       |                               | Placar |                             | Set 1 | Set 2 | Set 3 | Set 4 | Set 5 | Total   | Relatório |
| ------ | ---------- | ----------------------------- | ------ | --------------------------- | ----- | ----- | ----- | ----- | ----- | ------- | --------- |
| 12 fev | 17:00      | CSM Volei Alba Blaj           | 3–0    | Galatasaray Daikin Istanbul | 25–20 | 25–23 | 25–16 |       |       | 75–59   | Relatório |
| ->     | Golden set | CSM Volei Alba Blaj           | 1–0    | Galatasaray Daikin Istanbul | 15–5  |       |       |       |       | 15–5    | Relatório |
| 12 fev | 18:15      | UP Olomouc                    | 2–3    | CS Știința Bacău            | 25–21 | 25–20 | 20–25 | 20–25 | 16–18 | 106–109 | Relatório |
| 12 fev | 18:15      | Saint-Raphaël Var Volley-Ball | 0–3    | Békéscsabai RSE             | 23–25 | 23–25 | 16–25 |       |       | 62–75   | Relatório |
| 14 fev | 19:30      | ASPTT Mulhouse Volley-Ball    | 2–3    | Unet E-Work Busto Arsizio   | 13–25 | 14–25 | 25–23 | 25–20 | 13–15 | 90–108  | Relatório |

## Fase final

### Semifinais
| Equipe 1         | Total | Equipe 2                  | 1.º jogo | 2.º jogo |
| ---------------- | ----- | ------------------------- | -------- | -------- |
| CS Știința Bacău | 0–6   | CSM Volei Alba Blaj       | 0–3      | 0–3      |
| Békéscsabai RSE  | 0–6   | Unet E-Work Busto Arsizio | 0–3      | 0–3      |

Jogos de ida
| Data   | Hora  |                  | Placar |                           | Set 1 | Set 2 | Set 3 | Set 4 | Set 5 | Total | Relatório |
| ------ | ----- | ---------------- | ------ | ------------------------- | ----- | ----- | ----- | ----- | ----- | ----- | --------- |
| 26 fev | 17:00 | CS Știința Bacău | 0–3    | CSM Volei Alba Blaj       | 12–25 | 16–25 | 16–25 |       |       | 44–75 | Relatório |
| 26 fev | 18:00 | Békéscsabai RSE  | 0–3    | Unet E-Work Busto Arsizio | 23–25 | 14–25 | 18–25 |       |       | 55–75 | Relatório |

Jogos de volta
| Data  | Hora  |                           | Placar |                  | Set 1 | Set 2 | Set 3 | Set 4 | Set 5 | Total | Relatório |
| ----- | ----- | ------------------------- | ------ | ---------------- | ----- | ----- | ----- | ----- | ----- | ----- | --------- |
| 5 mar | 17:00 | CSM Volei Alba Blaj       | 3–0    | CS Știința Bacău | 25–14 | 25–19 | 25–23 |       |       | 75–56 | Relatório |
| 5 mar | 20:30 | Unet E-Work Busto Arsizio | 3–0    | Békéscsabai RSE  | 25–22 | 25–18 | 25–11 |       |       | 75–51 | Relatório |

### Final
| Equipe 1            | Total | Equipe 2                  | 1.º jogo | 2.º jogo |
| ------------------- | ----- | ------------------------- | -------- | -------- |
| CSM Volei Alba Blaj | 0–6   | Unet E-Work Busto Arsizio | 0–3      | 1–3      |

Jogo de ida
| Data   | Hora  |                     | Placar |                           | Set 1 | Set 2 | Set 3 | Set 4 | Set 5 | Total | Relatório |
| ------ | ----- | ------------------- | ------ | ------------------------- | ----- | ----- | ----- | ----- | ----- | ----- | --------- |
| 19 mar | 17:00 | CSM Volei Alba Blaj | 0–3    | Unet E-Work Busto Arsizio | 19–25 | 16–25 | 14–25 |       |       | 49–75 | Relatório |

Jogo de volta
| Data   | Hora  |                           | Placar |                     | Set 1 | Set 2 | Set 3 | Set 4 | Set 5 | Total  | Relatório |
| ------ | ----- | ------------------------- | ------ | ------------------- | ----- | ----- | ----- | ----- | ----- | ------ | --------- |
| 26 mar | 20:30 | Unet E-Work Busto Arsizio | 3–1    | CSM Volei Alba Blaj | 25–27 | 25–19 | 25–23 | 25–20 |       | 100–89 | Relatório |

## Classificação final
| Posição | Equipe                        |
| ------- | ----------------------------- |
|         | Unet E-Work Busto Arsizio     |
|         | CSM Volei Alba Blaj           |
| 3       | CS Știința Bacău              |
| 3       | Békéscsabai RSE               |
| 5       | ASPTT Mulhouse Volley-Ball    |
| 5       | Galatasaray Daikin Istanbul   |
| 5       | Saint-Raphaël Var Volley-Ball |
| 5       | UP Olomouc                    |
| 9       | Asterix Avo Beveren           |
| 9       | Fatum-Nyíregyháza             |
| 9       | Sliedrecht Sport              |
| 9       | Sm'Aesch Pfeffingen           |
| 9       | UVC Holding Grazz             |
| 9       | VK Prostejov                  |
| 9       | Yenisey Krasnoyarsk           |
| 9       | ŽOK Bimal-Jedinstvo Brčko     |
| 17      | CSM Târgoviște                |
| 17      | Dresdner SC                   |
| 17      | Førde VBK                     |
| 17      | VC Khimik Yuzhny              |
| 17      | Levski Sofia                  |
| 17      | LP Salo                       |
| 17      | Nova KBM Branik Maribor       |
| 17      | TJ Ostrava                    |
| 17      | TS Volley Düdingen            |
| 17      | VC Oudegem                    |
| 17      | Železničar Lajkovac           |

| Copa CEV de 2018-19                           |
| Itália                                        |
| --------------------------------------------- |
| Unet E-Work Busto Arsizio Campeão (3° título) |